# Behrouz Vossoughi
Behrouz Vossoughi (en persa: بهروز وثوقی‎), (de nacimiento Khalil Vossoughi (11 de marzo de 1938), es un actor, presentador de televisión y modelo iraní, que a participado en más de 90 películas y obras de teatro. También ha trabajado en televisión, radio y teatro. Su trabajo le ha merecido el reconocimiento en varios festivales internacionales de cine, incluido el de Mejor Actor en el Festival Internacional de Cine de India en 1974 y el Premio Lifetime Achievement en el Festival Internacional de Cine de San Francisco en 2006.

## Carrera
Comenzó a actuar en películas con el director Samuel Khachikian en Toofan dar Shahre Ma y Gole gomshodeh de Abbas Shabaviz (1962), y se convirtió en una estrella importante como el héroe melancólico del drama de venganza Qeysar (1969), dirigido por Masoud Kimiai. Recibió el Premio al Mejor Actor en el Festival de Cine de Sepas por este papel. 
Luego colaboró con Kimiai en cinco películas más, incluida Dash Akol (1971). Su próxima colaboración con Kimiai fue The Deers (1974) en la que interpretó el papel de Seyed Rasoul. Su actuación más aclamada fue como Zar Mohamad, un campesino que busca justicia en Tangsir (1975) dirigido por Amir Naderi. En el mismo año, apareció en The Beehive en el papel de Ebi. En 1978, se asoció con Ali Hatami en otra película, Sooteh-Delan. Fue uno de los primeros iraníes en aparecer en coproducciones estadounidenses y europeas, como Caravans (1978), coprotagonizada con Anthony Quinn, Jennifer O'Neill y Michael Sarrazin. También apareció en The Invincible Six (1970) con Curd Jürgens y Sphinx (1981) con Frank Langella y Lesley-Anne Down. En 2000, en la ceremonia de premiación del Festival de Cine de San Francisco, Abbas Kiarostami recibió el Premio Akira Kurosawa por su trayectoria en la dirección, pero luego se lo entregó a Vossoughi por su contribución al cine iraní. Además de su carrera como actor, en 2012 fue juez oficial del festival para el Noor Iranian Film Festival. Actualmente es juez en Persian Talent Show . 

### Películas notables
Sus obras cinematográficas más famosas son Qeysar (1969), The Invincible Six (1970), Reza Motori (1970), Dash Akol (1971), Toughi (1971), Deshne (1972), Baluch (1972), Tangsir (1973), Gavaznha (1974), Zabih (1975), Mamal Amricayi (1975), Zabih, Kandoo (1975), Hamsafar (1975), Sooteh-Delan (1978), Caravans (1978) y Sphinx (1981). 

## Filmografía
- Toofan Dar Shahre Ma (1958) - dirigida por Samuel Khachikian
- Gole gomshodeh (1962) - dirigida por Abbas Shabaviz
- El novio de los Cien Kilo (1962) - dirigida por Abbas Shabaviz
- Un ángel en mi casa (1963) - dirigida por Aramis Aghamalian
- Gamine (1964) - dirigida por Aramis Aghamalian
- Los placeres del pecado (1964) - dirigida por Siamak Yasemi
- La novia del mar (1965) - dirigida por Arman
- Dozde Bank (1965) - dirigida por Esmail Koushan
- Hashem Khan (1966) - dirigida por Tony Zarindast
- Hoy y mañana (1966) - dirigida por Abbas Shabaviz
- Veinte años de espera (1966) - dirigida por Mehdi Reisfirooz
- Khodahafez Teherán (1966) - dirigida por Samouel Khachikian
- Dalahoo (1967) - dirigida por Siamak Yasemi
- Zani Be Name Sharab (1967) - dirigida por Amir Shervan
- Vasvaseye sheitan (1967) - dirigida por Tony Zarindast
- Come Stranger (1968) - dirigida por Masoud Kimiai
- Tange Ejdeha (1968) - dirigida por Siamak Yasemi
- Red Plains (1968) - dirigida por Hekmat Aghanikyan
- Gerdabe gonah (1968) - dirigida por Mehdi Reisfirooz
- Man ham gerye kardam (1968) - dirigida por Samouel Khachikian
- Hengameh (1968) - dirigida por Naser Mohammadi
- Dozd e Siahpoosh (1969) - dirigida por Amir Shervan
- Mundo azul (1969) - dirigida por Saber Rahbar
- Qeysar (1969) - dirigida por Masoud Kimiai
- La ventana (1970) - dirigida por Jalal Moghadam
- Dore Donya Ba Jibe Khali (1970) - dirigida por Khosrow Parvizi
- Los seis invencibles (1970) - dirigida por Jean Negulesco
- Reza Motorcyclist ( Reza Motori ) (1970) - dirigida por Masoud Kimiai
- Paloma torcaz ( Toghi ) (1970) - dirigida por Ali Hatami
- Leyli y Majnun (1971) - dirigida por Siamak Yasemi
- Dash Akol (1971) - dirigida por Masoud Kimiai
- Rashid (1971) - dirigida por Parviz Nouri
- Huyendo de la trampa (1971) - dirigida por Jalal Moghadam
- Yek Mard O Yek Shahr (1971) - dirigida por Amir Shervan
- Baluch (1972) - dirigida por Masoud Kimiai
- The Dagger - dirigida por Fereydun Gole
- Gharibe (1972) - dirigida por Shapoor Gharib
- La daga (1972) - dirigida por Shapoor Gharib
- Khak (1972) - dirigida por Masoud Kimiai
- Gorg-e bizar (1973) - dirigida por Maziar Partow
- Tangsir (1974) - dirigida por Amir Naderi
- El compromiso (1974) - dirigido por Mohammad Motevaselani
- Gavaznha (1974) - dirigida por Masoud Kimiai
- Mamal Amricayi (1975) - dirigida por Shapoor Gharib
- Zabih (1975) - dirigida por Mohammad Motevaselani
- La colmena (1975) - dirigida por Fereydun Gole
- Hamsafar (1975) - dirigida por Masoud Asadollahi
- Bot (1976) - dirigido por Iraj Ghaderi
- Botshekan (1976) - dirigida por Shapoor Gharib
- Malakout (1976) - dirigida por Khosrow Haritash
- Luna de miel (1976) - dirigida por Fereydun Gole
- Sooteh-Delan (1978) - dirigida por Ali Hatami
- Gato en la jaula (1978) - dirigida por Tony Zarindast
- Caravanas (1978) - dirigida por James Fargo
- Nafas-borideh (1980) - dirigida por Sirus Alvand
- Esfinge (1981) - dirigida por Franklin J. Schaffner
- Time Walker (1982) - dirigida por Tom Kennedy
- Ojos (1987) - dirigida por Schwann Mikels
- Terror en Beverly Hills (1989) - dirigida por John Myhers
- Amenaza velada (1990) - dirigida por Cyrus Nowrasteh
- La travesía (1999) - dirigida por Nora Hoppe
- Broken Bridges (2004) - dirigida por Rafigh Pouya
- Zarin (2005) - dirigida por Shirin Neshat
- Sepas (2011) - dirigida por Saeid Khoze
- Keep the Flight in Mind (2012) - dirigida por Saeid Khoze
- Temporada de rinocerontes (2012) - dirigida por Bahman Ghobadi[7]

## Vida personal
Vossoughi se casó brevemente en la década de 1970 con la cantante iraní Googoosh.
Actualmente vive en San Rafael, California, con su esposa, Catherine Vossoughi. 